# Wereldkampioenschap superbike van Salt Lake City 2008
Het wereldkampioenschap superbike van Salt Lake City 2008 was de zesde ronde van het wereldkampioenschap superbike 2008. De races werden verreden op 1 juni 2008 op het Miller Motorsports Park nabij Tooele, Utah, Verenigde Staten. Tijdens het weekend kwam enkel het WK superbike in actie, het wereldkampioenschap Supersport was niet aanwezig op het circuit.

## Superbike

### Race 1
| Pos | Nr  | Rijder            | Constructeur | Rondes | Tijd        | Grid | Punten |
| --- | --- | ----------------- | ------------ | ------ | ----------- | ---- | ------ |
| 1   | 7   | Carlos Checa      | Honda        | 20     | 37:04.991   | 1    | 25     |
| 2   | 11  | Troy Corser       | Yamaha       | 20     | +2.809      | 5    | 20     |
| 3   | 84  | Michel Fabrizio   | Ducati       | 20     | +6.546      | 4    | 16     |
| 4   | 76  | Max Neukirchner   | Suzuki       | 20     | +7.764      | 2    | 13     |
| 5   | 10  | Fonsi Nieto       | Suzuki       | 20     | +16.475     | 13   | 11     |
| 6   | 96  | Jakub Smrž        | Ducati       | 20     | +17.126     | 11   | 10     |
| 7   | 31  | Karl Muggeridge   | Honda        | 20     | +17.284     | 12   | 9      |
| 8   | 34  | Yukio Kagayama    | Suzuki       | 20     | +17.416     | 8    | 8      |
| 9   | 3   | Max Biaggi        | Ducati       | 20     | +18.117     | 9    | 7      |
| 10  | 23  | Ryuichi Kiyonari  | Honda        | 20     | +20.467     | 20   | 6      |
| 11  | 57  | Lorenzo Lanzi     | Ducati       | 20     | +21.742     | 15   | 5      |
| 12  | 54  | Kenan Sofuoğlu    | Honda        | 20     | +27.533     | 25   | 4      |
| 13  | 36  | Gregorio Lavilla  | Honda        | 20     | +32.609     | 23   | 3      |
| 14  | 111 | Rubén Xaus        | Ducati       | 20     | +33.165     | 6    | 2      |
| 15  | 83  | Russell Holland   | Honda        | 20     | +34.182     | 17   | 1      |
| 16  | 38  | Shinichi Nakatomi | Yamaha       | 20     | +34.500     | 22   |        |
| 17  | 86  | Ayrton Badovini   | Kawasaki     | 20     | +36.155     | 16   |        |
| 18  | 194 | Sébastien Gimbert | Yamaha       | 20     | +41.685     | 24   |        |
| 19  | 100 | Makoto Tamada     | Kawasaki     | 20     | +43.579     | 18   |        |
| 20  | 44  | Roberto Rolfo     | Honda        | 20     | +54.195     | 28   |        |
| 21  | 43  | Jason Pridmore    | Honda        | 20     | +1:00.388   | 19   |        |
| 22  | 13  | Vittorio Iannuzzo | Kawasaki     | 20     | +1:02.104   | 21   |        |
| 23  | 61  | Scott Jensen      | Suzuki       | 20     | +1:09.953   | 29   |        |
| 24  | 77  | Loïc Napoleone    | Yamaha       | 20     | +1:12.258   | 27   |        |
| DNF | 88  | Shuhei Aoyama     | Honda        | 14     | Uitgevallen | 14   |        |
| DNF | 94  | David Checa       | Yamaha       | 6      | Uitgevallen | 26   |        |
| DNF | 41  | Noriyuki Haga     | Yamaha       | 5      | Ongeluk     | 10   |        |
| DNF | 21  | Troy Bayliss      | Ducati       | 4      | Ongeluk     | 3    |        |
| DNF | 55  | Régis Laconi      | Kawasaki     | 4      | Uitgevallen | 7    |        |

### Race 2
Jakub Smrž werd gediskwalificeerd omdat hij de pitstraat verliet terwijl deze al gesloten was.
| Pos | Nr  | Rijder            | Constructeur | Rondes | Tijd              | Grid | Punten |
| --- | --- | ----------------- | ------------ | ------ | ----------------- | ---- | ------ |
| 1   | 7   | Carlos Checa      | Honda        | 21     | 38'44.105         | 1    | 25     |
| 2   | 76  | Max Neukirchner   | Suzuki       | 21     | +3.547            | 2    | 20     |
| 3   | 84  | Michel Fabrizio   | Ducati       | 21     | +6.613            | 4    | 16     |
| 4   | 3   | Max Biaggi        | Ducati       | 21     | +7.878            | 9    | 13     |
| 5   | 34  | Yukio Kagayama    | Suzuki       | 21     | +10.568           | 8    | 11     |
| 6   | 41  | Noriyuki Haga     | Yamaha       | 21     | +11.539           | 10   | 10     |
| 7   | 23  | Ryuichi Kiyonari  | Honda        | 21     | +18.381           | 20   | 9      |
| 8   | 10  | Fonsi Nieto       | Suzuki       | 21     | +20.646           | 13   | 8      |
| 9   | 55  | Régis Laconi      | Kawasaki     | 21     | +21.264           | 7    | 7      |
| 10  | 57  | Lorenzo Lanzi     | Ducati       | 21     | +24.863           | 15   | 6      |
| 11  | 31  | Karl Muggeridge   | Honda        | 21     | +25.672           | 12   | 5      |
| 12  | 86  | Ayrton Badovini   | Kawasaki     | 21     | +31.711           | 16   | 4      |
| 13  | 100 | Makoto Tamada     | Kawasaki     | 21     | +35.628           | 18   | 3      |
| 14  | 54  | Kenan Sofuoğlu    | Honda        | 21     | +42.816           | 25   | 2      |
| 15  | 36  | Gregorio Lavilla  | Honda        | 21     | +45.034           | 23   | 1      |
| 16  | 44  | Roberto Rolfo     | Honda        | 21     | +50.220           | 28   |        |
| 17  | 194 | Sébastien Gimbert | Yamaha       | 21     | +50.653           | 24   |        |
| 18  | 43  | Jason Pridmore    | Honda        | 21     | +51.188           | 19   |        |
| 19  | 13  | Vittorio Iannuzzo | Kawasaki     | 21     | +1:04.533         | 21   |        |
| 20  | 61  | Scott Jensen      | Suzuki       | 21     | +1:12.049         | 29   |        |
| 21  | 77  | Loïc Napoleone    | Yamaha       | 21     | +1:19.221         | 27   |        |
| 22  | 21  | Troy Bayliss      | Ducati       | 19     | +2 ronden         | 3    |        |
| DNF | 11  | Troy Corser       | Yamaha       | 16     | Ongeluk           | 5    |        |
| DNF | 88  | Shuhei Aoyama     | Honda        | 14     | Uitgevallen       | 14   |        |
| DNF | 38  | Shinichi Nakatomi | Yamaha       | 13     | Uitgevallen       | 22   |        |
| DNF | 111 | Rubén Xaus        | Ducati       | 5      | Ongeluk           | 6    |        |
| DNF | 83  | Russell Holland   | Honda        | 1      | Uitgevallen       | 17   |        |
| DSQ | 96  | Jakub Smrž        | Ducati       | 4      | Gediskwalificeerd | 11   |        |
| DNS | 94  | David Checa       | Yamaha       | 0      | Niet gestart      | 26   |        |

## Tussenstanden na wedstrijd

### Superbike
| Pos | Nr | Rijder          | Team   | Punten |
| --- | -- | --------------- | ------ | ------ |
| 1   | 21 | Troy Bayliss    | Ducati | 194    |
| 2   | 7  | Carlos Checa    | Honda  | 166    |
| 3   | 76 | Max Neukirchner | Suzuki | 144    |
| 4   | 10 | Fonsi Nieto     | Suzuki | 126    |
| 5   | 41 | Noriyuki Haga   | Yamaha | 122    |

2008 · 2009 · 2010 · 2011 · 2012